# Gustavo Gianetti
Gustavo Cabral Narciso Gianetti (sinh 21 tháng 5 năm 1979 tại Belo Horizonte, Brasil) là một nam người mẫu và là người chiến thắng trong cuộc thi Mister World 2003. Trước khi đến với Mister World anh đã từng giành chiến thắng trong cuộc thi Mister Brazil 2001.
Anh từng học luật tại đại học Juiz de Fora với tham vọng trở thành một luật sư thuế quốc tế. Anh còn là người mẫu và từng xuất hiện trong nhiều chương trình truyền hình. Gianetti đã từng giành giải thưởng trong cuộc thi Capoeira.
Năm 2007, Gianetti xuất hiện trong show truyền hình thực tế Britain's Next Top Model. Các người mẫu đã có chuyến đi tới Brasil để tham gia vào một thử thách. Gianetti đóng cùng với họ một vài cảnh yêu đương và hôn ngắn để giúp họ hoàn thành thử thách và giúp họ nói tiếng Bồ Đào Nha.